# Walk of Fame București

Prima stea de Walk of Fame, cea a lui Florin Piersic

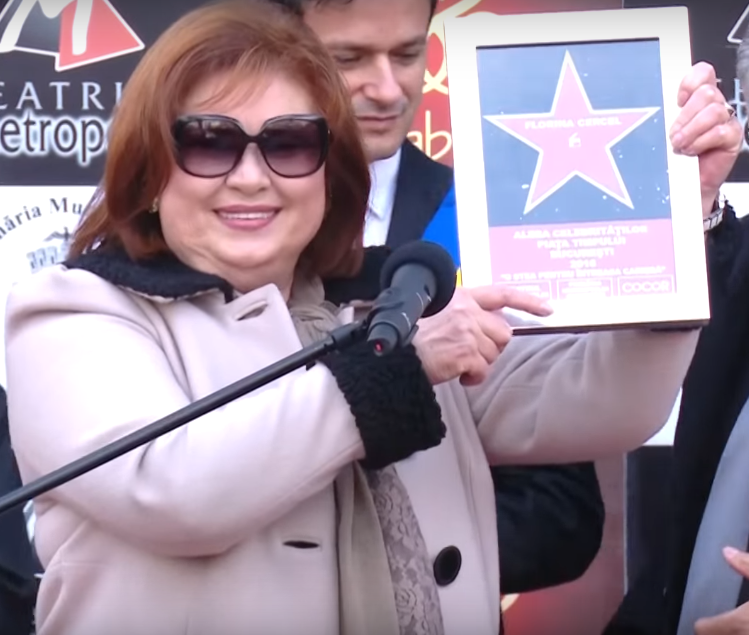
Florina Cercel primind o stea

Walk of Fame (Aleea Celebrităților) este un proiect inițiat și organizat de Teatrul Metropolis, în parteneriat cu COCOR SA și Primăria Municipiului București, prin care actorii sunt omagiați, aceștia primind câte o stea pe bulevardul din Piața Timpului. Criteriul de alegere al actorilor este în funcție de luna în care s-au născut. Proiectul este asemănător celui polonez din Łódź și este inspirat din Hollywood Walk of Fame din Los Angeles, SUA. Walk of Fame a fost inaugurat în București pe 31 ianuarie 2011.

## Lista actorilor omagiați
1. Florin Piersic – 31 ianuarie 2011[2]
2. Victor Rebengiuc – 10 februarie 2011[3]
3. Radu Beligan – 27 martie 2011[4]
4. Amza Pellea – 7 aprilie 2011 (postum)[5]
5. Maia Morgenstern – 1 mai 2011[6]
6. Alexandru Tocilescu – 7 iulie 2011[7]
7. Tamara Buciuceanu-Botez – 4 septembrie 2011[8]
8. Sebastian Papaiani – 29 septembrie 2011[9]
9. Ileana Stana Ionescu – 29 septembrie 2011[10]
10. Draga Olteanu Matei – 29 octombrie 2011[11]
11. Mircea Albulescu – 29 octombrie 2011[12]
12. Mariana Mihuț – 27 noiembrie 2011[13]
13. Stela Popescu (1935-2017) – 14 decembrie 2011[14]
14. Ion Caramitru – 29 martie 2012[15]
15. Ștefan Iordache – 9 aprilie 2012[16]
16. Iurie Darie – 1 iunie 2012[17]
17. Marin Moraru – 1 iunie 2012[18]
18. Ion Luca Caragiale – 9 iunie 2012 (postum)[19]
19. Horațiu Mălăele – 2 august 2012[20]
20. George Mihăiță – 20 octombrie 2012[21]
21. Costel Constantin (n. 1942) –  20 octombrie 2012[22][23]
22. Liviu Ciulei (1923–2011) – 13 decembrie 2012[24]
23. Ion Lucian (1924–2012) – 13 decembrie 2012[24]
24. Emil Hossu (1941–2012) – 13 decembrie 2012[24]
25. Șerban Ionescu (1950–2012) – 13 decembrie 2012[25]
26. Alexandru Arșinel (1939-2022) – 30 mai 2015[26]
27. Ion Dichiseanu (1933-2021) – 30 mai 2015[27][26]
28. Sergiu Nicolaescu (1930–2013) – 30 mai 2015 (postum)[28][26]
29. Valeria Seciu (1939-2022) – 27 iunie 2015[29]
30. Ion Besoiu (1931-2017) – 27 iunie 2015[29]
31. Rodica Mandache (n. 1943) – 27 iunie 2015[29]
32. Florina Cercel (1943–2019) – 5 martie 2016[30]
33. Adela Mărculescu (n. 1938) – 5 martie 2016[31]
34. Rodica Popescu Bitănescu (n. 1938) – 5 martie 2016[32]
35. Dem Rădulescu (1931–2000) – 27 martie 2016 (postum)[33]
36. George Constantin (1933–1994) – 27 martie 2016 (postum)[33]
37. Ștefan Bănică Senior (1933–1995) – 27 martie 2016 (postum)[33]
38. Dinu Manolache (1955–1998) – 27 martie 2016 (postum)[33]